# Кохнек
Кохнек (перс. کهنک‎) — село на севере Ирана, в остане Тегеран. Входит в состав шахрестана Демавенд. Является частью дехестана (сельского округа) Эбершиве бахша Меркези.

## География
Село находится в восточной части остана, к северу от автодороги 79, на расстоянии приблизительно 37 километров (по прямой) к востоку от города Демавенд, административного центра шахрестана. Абсолютная высота — 2151 метр над уровнем моря.

## Население
По данным переписи 2006 года население села составляло 103 человека (51 мужчина и 52 женщины). В Кохнеке насчитывалось 37 домохозяйств. Уровень грамотности населения составлял 44,7 %. Уровень грамотности среди мужчин составлял 54,9 %, среди женщин — 34,6 %.
В 2016 году в селе имелось 37 домохозяйств и проживало 89 человек (42 мужчины и 47 женщин).
Среди жителей распространён диалект демавенди мазандеранского языка.